# 호슌인

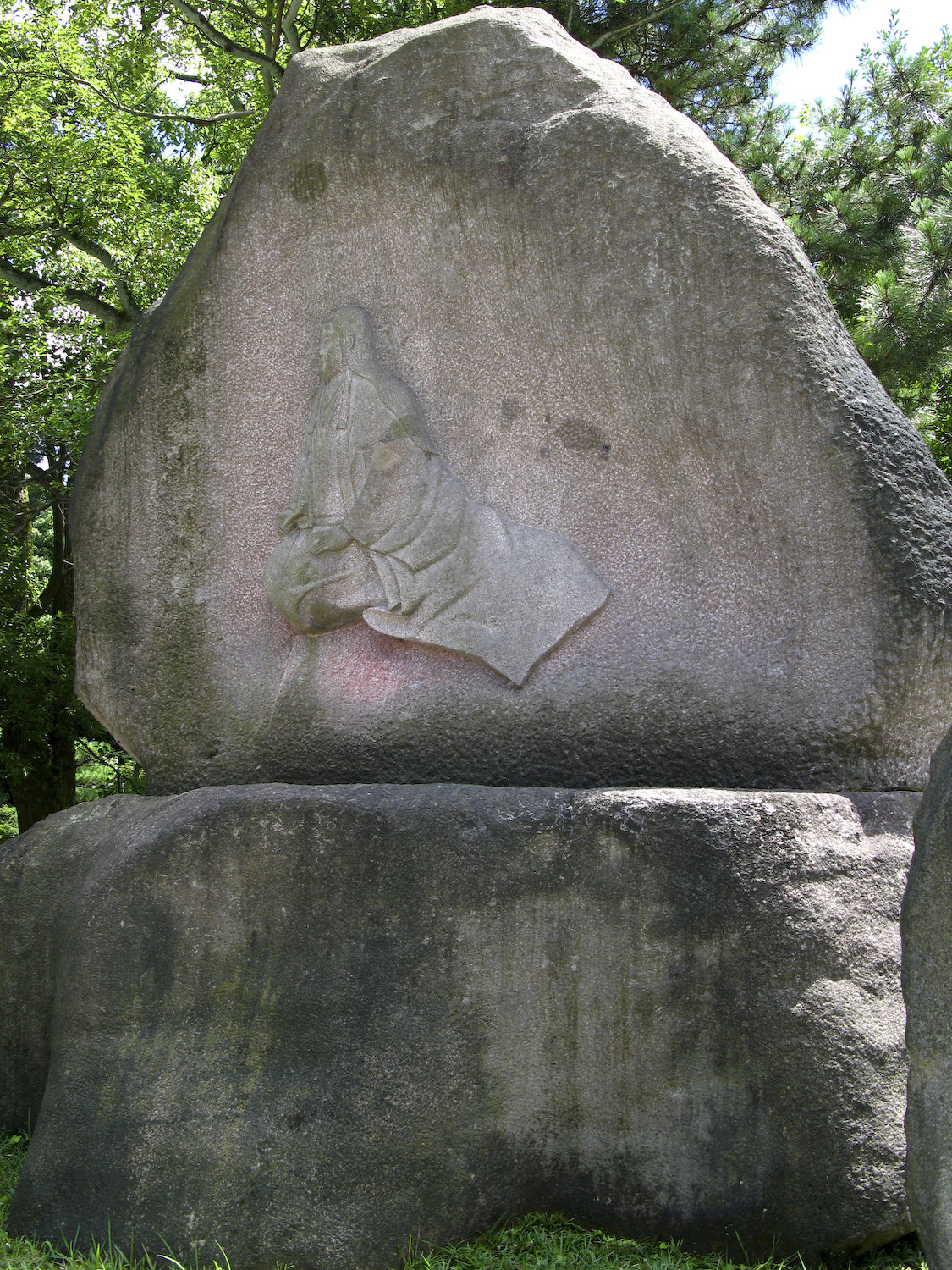
마쓰

마쓰(まつ, 1547년 7월 25일(덴분 16년 음력 7월 9일) ~ 1617년 8월 17일(겐나 3년 음력 7월 16일))는 가가국(이시카와현)의 다이묘 마에다 도시이에의 정실이다. 출가 후 이름은 호슌인(芳春院)이다. 시노하라 가즈에(篠原一計)의 딸로, 어머니는 도시이에의 이모였기 때문에 도시이에와는 이종사촌간이다. 일본 역사상 최강의 무예를 지녔다는 거인 마에다 게이지의 숙모가 된다. 학문과 무예의 소양이 있는 여성이었다.

## 생애
오와리국(현재의 아이치현 아마군 싯포 정)에서 태어났다. 1550년(덴분 19년)에 아버지를 잃고 어머니가 오와리슈고인 시바시 씨의 가신 다카바타케 나오요시와 재혼하면서, 이모부인 마에다 도시하루가 마쓰를 데려다 키우게 되었다. 1558년(에이로쿠원년) 12살의 나이로 도시이에와 혼인했다.
1599년 53세 때 남편 도시이에를 잃은 후 출가해 호슌인이라 칭했다. 1600년(게이초 5년) 도쿠가와 이에야스가 마에다 가에 모반의 혐의를 씌우자, 그것을 해소하기 위해 스스로 인질이 되어 에도에 가 14년간을 그곳에서 보냈다. 에도에 머무는 동안 세키가하라 전투 때 서군 측에 붙었던 차남 도시마사의 사면이나 양육하고 있던 도시타카의 다이묘 발탁을 막부에 직소하는 등 마에다가를 위해 분주하게 움직였다. 하지만 도시마사는 약속과는 달리 형장의 이슬로 사라지게 되었고, 마츠는 그 충격으로 인해 중태에 빠졌다. 막부는 명을 내려 이세・교토로 옮겨 보양하게 했지만 가나자와에는 방문조차 인정하지 않았다. 1614년(게이초 19년)에 도시나가가 사망하고 나서야 겨우 가나자와에 귀국하게 되었다. 1617년(겐나3년)에 가나자와 성 내에서 사망했다. 향년 71세.
묘소는 가나자와시의 노다야마 산 묘지, 교토시 기타 쿠의 다이토쿠지 호슌인이다.

## 자녀
도시이에와의 사이에서 2남 9녀를 낳았다.
- 첫째딸 : 고히메(1559년생). 마에다 나가타네의 아내.
- 첫째아들 : 도시나가(1562년생, 도요토미 정권의 다이로, 가가번 초대 번주).
- 둘째딸 : 쇼(蕭)(1563년생). 나카가와 미쓰시게의 아내.
- 셋째딸 : 마아히메(1572년생). 도요토미 히데요시의 측실, 이후 마데노코지 아쓰후사의 아내.
- 넷째딸 : 고히메(1574년생). 도요토미 히데요시의 양녀, 우키타 히데이에의 아내.
- 다섯째딸 : 요메(与免)(1577년생). 아사노 요시나가의 약혼자, 요절함.
- 둘째아들 : 도시마사(1578년생, 마에다 도사노카미 가문 초대 당주).
- 여섯째딸 : 지요(1580년생). 호소카와 다다타카의 아내, 이후 무라이 나가쓰구의 아내.

참고로, 여성이 아이를 많이 낳았던 센고쿠 시대였어도 친자식을 11명이나 둔 여성은 희귀했으며, 확인되는 한에서는 가장 많은 수이다.

## 네네와의 관계
도요토미 히데요시의 정실 고다이인 네네(기타노만도코로, 고다이인)와는 매우 긴밀한 관계였던 것으로 유명하다.
아즈치성의 조카마치에 살던 무렵, 집의 담장을 사이로 한 이웃에 히데요시・네네 부부가 살았는데 네네와 마츠는 매일같이 양쪽 집에서 만나 이야기에 빠져들었다고 한다.
네네만이 아니라 히데요시의 어머니·나카와도 친한 사이여서, 마츠가 나카의 밭일을 돕거나 나카가 마에다 집을 방문해 재배한 야채를 마츠에게 주는 일도 있었다고 한다.
1583년(덴쇼10년) 도시이에는 시즈가타케 전투에서 시바타 가쓰이에측으로 싸워 패배한다. 이에 히데요시와 화의하기 위해 에치젠 후추(府中)에서 회담을 해 화목을 되찾는다.
가모 우지사토가 급사한 후 가모 씨의 후계자 상속 문제에 관해 남편·도시이에는 히데요시에게 우지사토의 아들・쓰루치요(鶴千代)로 하라는 요청을 넣어 승낙받는다. 하지만 이시다 미쓰나리가 도시이에를 맹렬히 질타하며 히데요시에게 쓰루치요의 후계자 상속을 취소하도록 하자, 쓰루치요의 후계자 상속은 백지화되었다. 화가 난 도시이에는 오사카성에 출사할 것을 거부해버리고 히데요시와의 사이는 악화되었다. 보다 못한 마츠가 기타노만도코로의 거처에 찾아가 도시이에와의 약속을 지켜주기를 부탁한 결과 즈루치요의 후계자 상속은 이뤄졌다.
히데요시로부터 개인 영지(化粧領)를 받고 다이고의 꽃구경(醍醐の花見)에서도 히데요시의 처첩과 함께 열석했는데, 일개 가신의 아내로서는 이례적인 대우였다. 이 꽃구경에서 마쓰노마루도노(松の丸殿)와 요도도노의 자리다툼을 중재한 일은 마츠의 총명함을 보여주는 매우 유명한 일화이다.

## 같이 보기
- 마에다씨
- 도시이에와 마쓰~가가 백만석 이야기~(NHK 대하드라마)